# Telegramma Kruger
Il telegramma Kruger fu un messaggio inviato da Guglielmo II di Germania a Stephanus Johannes Paulus Kruger, presidente della Repubblica del Transvaal, il 3 gennaio 1896. Il kaiser si congratulò col presidente per aver respinto la spedizione di Jameson, una sortita di 600 inglesi irregolari provenienti dalla Colonia del Capo nel Transvaal al comando di Leander Starr Jameson. Il raid era inteso come miccia per una ben più ampia sommossa anti-governativa da parte dei locali minatori, ma fu un fiasco con 65 razziatori uccisi contro un solo boero morto, e la resa dei restanti. Il telegramma causò una profonda indignazione nel Regno Unito e portò ad infiammare ulteriormente le già presenti tensioni tra Gran Bretagna e Germania.

## Il telegramma
Il telegramma recitava:
Nelle sue Memorie, il kaiser disse che il telegramma Kruger era stato in realtà composto da Adolf Marschall von Bieberstein, uno dei segretari di stato. Secondo il kaiser:
Alla fine il cancelliere imperiale prese in mano la situazione.
[...]
Quindi cercai nuovamente di disusadere i ministri dal loro progetto; ma il cancelliere imperiale ed il maresciallo insistettero nella mia firma, ritenendosi responsabili delle conseguenze. Non mi sembrò corretto rifiutare la loro presentazione del caso. Firmai.»
Il kaiser disse anche che vi fu poi una proposta franco-russa di dichiarare guerra all'Inghilterra.
Dal momento che ero sicuro che sia Parigi che San Pietroburgo avrebbero posto a Londra la questione in modo che apparisse che Berlino avesse fatto loro la proposta, immediatamente telegrafai da Heligoland alla regina Vittoria ed al principe di Galles (Edoardo) i fatti della proposta franco-russa ed il conseguente mio rifiuto. La regina rispose esprimendomi i suoi più vivi ringraziamenti, il principe del Galles con un'espressione di stupore.»

## Reazioni
Il telegramma venne applaudito dalla stampa conservatrice tedesca e criticato da quella liberale per il potenziale di conflitto con la Gran Bretagna. Causò notevole indignazione in Gran Bretagna e portò al deterioramento delle già tese relazioni tra i due paesi. Il telegramma sembrava appoggiare l'indipendenza del Transvaal dalla sfera d'influenza inglese e quel riferimento alle "potenze amiche" venne interpretato come una disponibilità della Germania anche in un appoggio militare se fosse stato necessario in futuro.
The Times proclamò dalle sue colonne che l'"Inghilterra non cederà alle minacce e non mentirà di fronte a questo insulto". Le vetrine dei negozi tedeschi vennero rotte per rappresaglia ed i marinai tedeschi vennero attaccati a Londra. La diplomazia tedesca rispose con toni essenzialmente conciliatori, col kaiser che inviò una lettera personale alla regina Vittoria (sua nonna) con la quale espresse il suo pensiero secondo il quale "mai il telegramma venne inteso come un passo contro l'Inghilterra o il Vostro governo...."